# Ammotrechella geniculata
Espèce
Synonymes
- Gluvia geniculata C. L. Koch, 1842
- Gluvia martha Karsch, 1879
- Ammotrechula vogli Roewer, 1952

Ammotrechella geniculata est une espèce de solifuges de la famille des Ammotrechidae.

## Distribution
Cette espèce se rencontre au Venezuela, en Colombie, en Équateur, à Saint-Vincent-et-les-Grenadines, en Guadeloupe et aux Bahamas.

## Publication originale
- C. L. Koch, 1842 : Systematische Übersicht über die Familie der Galeoden. Archiv fèur Naturgeschichte, vol. 1, p. 350-356 (texte intégral).